# Samuel Eduok
Samuel Emem Eduok (Itu, 31 gennaio 1994) è un calciatore nigeriano, attaccante svincolato.

## Carriera

### Club
Il 29 agosto 2016 viene acquistato a titolo definitivo dalla squadra turca del Kasımpaşa.
Il 29 gennaio 2019 viene acquistato per 400.000€ dall'Erzurumspor FK
Il 19 luglio 2019 passa all'Hajduk Spalato firmando un contratto triennale. Con i Bili debutta il 28 luglio contro il Varaždin subentrando al 56' al posto di Bassel Jradi per poi, al 86' minuto, siglare la rete del definitivo 3-0. Si ripete il 4 agosto andando a segno nella partita casalinga contro il Lokomotiva Zagabria. Conclusa la prima stagione a Spalato con 11 reti e 3 assist realizzati in 32 partite ufficiali, il 26 agosto 2020 viene ceduto in prestito secco al Konyaspor militante in Süper Lig.
Il 19 gennaio 2023 rescinde consensualmente il contratto con il club spalatino.

### Nazionale
Ha partecipato al Campionato mondiale di calcio Under-20 2013.
Il 5 settembre 2015 ha esoridto in nazionale maggiore giocando la partita contro la Tanzania valida per le Qualificazioni alla Coppa delle Nazioni Africane 2017 e finita 0-0.

## Statistiche

### Cronologia presenze e reti in nazionale
| Cronologia completa delle presenze e delle reti in nazionale ― Nigeria | Cronologia completa delle presenze e delle reti in nazionale ― Nigeria | Cronologia completa delle presenze e delle reti in nazionale ― Nigeria | Cronologia completa delle presenze e delle reti in nazionale ― Nigeria | Cronologia completa delle presenze e delle reti in nazionale ― Nigeria | Cronologia completa delle presenze e delle reti in nazionale ― Nigeria | Cronologia completa delle presenze e delle reti in nazionale ― Nigeria | Cronologia completa delle presenze e delle reti in nazionale ― Nigeria |
| Data                                                                   | Città                                                                  | In casa                                                                | Risultato                                                              | Ospiti                                                                 | Competizione                                                           | Reti                                                                   | Note                                                                   |
| ---------------------------------------------------------------------- | ---------------------------------------------------------------------- | ---------------------------------------------------------------------- | ---------------------------------------------------------------------- | ---------------------------------------------------------------------- | ---------------------------------------------------------------------- | ---------------------------------------------------------------------- | ---------------------------------------------------------------------- |
| 5-9-2015                                                               | Dar es Salaam                                                          | Tanzania                                                               | 0 – 0                                                                  | Nigeria                                                                | Qual. Coppa d'Africa 2017                                              | -                                                                      | 69’                                                                    |
| Totale                                                                 |                                                                        | Presenze                                                               | 1                                                                      |                                                                        | Reti                                                                   | 0                                                                      |                                                                        |

## Palmarès

### Club

#### Competizioni nazionali
- Campionato nigeriano: 1

Dolphins: 2011
- Coppa di Tunisia: 1

Espérance: 2015-2016
- Coppa di Croazia: 1

Hajduk Spalato: 2021-2022